# Opór aero(hydro)dynamiczny

Ciało poruszające się w płynie. D – siła oporu aero(hydro)dynamicznego

Opór aero(hydro)dynamiczny – składowa wektora siły aerodynamicznej lub hydrodynamicznej, równoległa do kierunku ruchu ciała względem płynu i skierowana zawsze przeciwnie do kierunku ruchu ciała. Siła aerodynamiczna powstaje podczas ruchu ciała w płynie; gdy ruch ciała ustaje, siła oporu zanika. Opór aero(hydro)dynamiczny traktować można jako rodzaj siły biernej, przyłożonej do poruszającego się ciała.

## Powstawanie oporu aero(hydro)dynamicznego
Siła aerodynamiczna jest sumą sił działających na małe elementy powierzchni ciała. Wynika z nierównomiernego rozkładu ciśnienia na powierzchni ciała, a także zjawisk hydrodynamicznych w sąsiedztwie jego powierzchni, gdy ciało to porusza się w płynie oraz z istnienia naprężeń stycznych i przejawiających się w postaci lepkości sił tarcia między poruszającymi się z różnymi prędkościami warstwami płynu. Siły lepkie dominują przy małych prędkościach (tj. dla niewielkich liczb Reynoldsa Re) i są one wprost proporcjonalne do prędkości ciała. Siły wywołane efektami hydrodynamicznymi (oderwanie warstwy granicznej) oraz asymetrią rozkładów prędkości i ciśnienia po stronie nadwietrznej i zawietrznej dominują przy dużych prędkościach i są generalnie proporcjonalne do kwadratu prędkości.
Opływ płynu wokół ciała powoduje zmiany rozkładu ciśnienia. W uproszczeniu – powstaje nadciśnienie na powierzchni natarcia (stronie nawietrznej) i podciśnienie na stronie przeciwnej (zawietrznej).
Dla prostych (w sensie geometrycznym) ciał poruszających się z niewielką prędkością (przepływ laminarny wokół ciała bez oderwania) istnieje kilka teorii opisujących opór aero(hydro)dynamiczny np. prawo Stokesa dla kuli czy formuła Oseena.

## Formuły na wielkość oporu aero(hydro)dynamicznego
Zgodnie z formułą Stokesa siła oporu {\displaystyle {\vec {D}},} jakiej doznaje kula o promieniu {\displaystyle R} poruszająca się z prędkością {\displaystyle {\vec {v}}} w płynie o lepkości {\displaystyle \mu } wynosi:
{\displaystyle {\vec {D}}=-6\pi {\vec {v}}\mu R.}
Formuła ta ma ograniczony zakres zastosowań, gdyż odnosi się jedynie do małych prędkości (ściślej obowiązuje dla liczb Reynoldsa Re < 5), gdy przepływ po stronie zawietrznej ma charakter regularny.
Dla większych prędkości, obejmujących zdecydowaną większość przypadków praktycznych, wielkość siły oporu obliczyć można z zależności:
{\displaystyle |{\vec {D}}|=C_{D}{\frac {\rho \,|{\vec {v}}|^{2}}{2}}S_{D}}
lub równoważnie
{\displaystyle |{\vec {D}}|=C_{D}\,S_{D}\,p_{d}}
{\displaystyle p_{d}={\frac {\rho \,|{\vec {v}}|^{2}}{2}},}
gdzie:
{\displaystyle {\vec {D}}} – wektor siły oporu skierowany przeciwnie do wektora prędkości ciała względem płynu,
{\displaystyle C_{D}} – współczynnik siły oporu (w literaturze polskiej i obcojęzycznej często oznaczany też przez {\displaystyle C_{x}}),
{\displaystyle S_{D}} – powierzchnia rzutu ciała na płaszczyznę prostopadłą do wektora prędkości ciała względem płynu (upraszczając, jest to powierzchnia ‘wystawiona’ w kierunku przepływu),
{\displaystyle p_{d}} – ciśnienie dynamiczne,
{\displaystyle {\vec {v}}} – wektor prędkości ciała względem płynu,
{\displaystyle \rho } – gęstość płynu.

## Współczynnik oporu
| Kształt i opływ | Opór kształtu |
| --------------- | ------------- |
|                 | 0%            |
|                 | ~10%          |
|                 | ~90%          |
|                 | 100%          |

Współczynnik oporu {\displaystyle C_{D}} wyznaczany jest empirycznie na podstawie badań w tunelach aerodynamicznych, bądź metodami CFD. Jest to bezwymiarowy współczynnik, zależny od kształtu, kątowej orientacji poruszającego się ciała względem kierunku ruchu, liczby Reynoldsa Re i liczby Macha Ma. W szerokim zakresie liczb Reynoldsa współczynnik {\displaystyle C_{D}} ten jest wartością stałą. Dla kuli {\displaystyle C_{D}} wynosi około 0,45, a dla współczesnych samochodów osobowych około 0,30. Dla bardzo dużych Re (rzędu {\displaystyle \mathrm {Re} =3\cdot 10^{5}}) współczynnik {\displaystyle C_{D}} gwałtownie spada (tzw. kryzys oporu), po czym stopniowo łagodnie narasta. Współczynnik ten gwałtownie rośnie przy zbliżaniu się do prędkości dźwięku w płynie, co przyczyniło się do powstania określenia bariera dźwięku.

## Opór a turbulencje
Dla przepływów w zakresach dużych Re, w których warstwa graniczna jest turbulentna (od Re równego około 300 do 350 000 dla gładkiej kuli) współczynnik siły oporu jest stały. W przypadku przekroczenia krytycznej liczby Reynoldsa (350 000, a mniejszej dla chropowatych ciał) punkt oderwania warstwy przyściennej przesuwa się w kierunku przepływu. Obszar śladu aerodynamicznego za opływanym ciałem jest wówczas węższy, co powoduje spadek współczynnika oporu (wspomniany uprzednio kryzys oporu). Zwężenie się śladu aerodynamicznego spowodowane jest turbulizacją warstwy granicznej w płynie, która uzyskuje wówczas większą energię kinetyczną i nie ulega tak łatwo oderwaniu. Czasami stosowane jest celowe wymuszanie przejścia laminarno-turbulentnego: umieszcza się z przodu opływanego przedmiotu tzw. turbulizatory. Stosuje się to czasem na łopatkach wirnika turbin oraz na skrzydłach samolotów. Turbulizatory mają kształt np. pofalowanych drutów przyklejonych wzdłuż skrzydła.
Z tego samego powodu piłki tenisowe i golfowe mają chropowatą powierzchnię. Dzięki zmniejszonemu oporowi wzrastają prędkości oraz nośność.

## Opór indukowany
Jeżeli poruszające się ciało jest niesymetryczne względem osi kierunku ruchu to opływ jest niesymetryczny i wytwarza różnicę ciśnień na powierzchniach. Zjawisko to wykorzystuje się do wytworzenia siły nośnej na skrzydle samolotu lub siły napędowej dla żagla. Przy takim niesymetrycznym opływie powstaje dodatkowo opór zwany oporem indukowanym. Jest to opór powstający w wyniku zawirowań na końcach płata spowodowany wyrównywaniem się ciśnień na górnej i dolnej powierzchni płata. Dla przykładu dla skrzydła samolotu o eliptycznym rozkładzie siły nośnej współczynnik oporu indukowanego wyraża się wzorem:
{\displaystyle C_{xi}={\frac {C_{z}^{2}}{\pi \cdot \Lambda }},}
gdzie {\displaystyle \Lambda } nazywa się wydłużeniem skrzydła i określone jest zależnością:
{\displaystyle \Lambda ={\frac {b^{2}}{S_{z}}},}
przy czym
{\displaystyle b} – rozpiętość skrzydła,
{\displaystyle S_{z}} – pole jego powierzchni,
{\displaystyle C_{z}} – współczynnik siły nośnej.
Uzasadnia to stosowanie długich wąskich skrzydeł u szybowców i innych samolotów latających z wykorzystaniem dużych współczynników siły nośnej, a także wskazuje przyczynę, dla której współczesny wyczynowy jacht żaglowy ma smukły kil, miecz i ster – a także wysokie i wąskie żagle.

## Wartości współczynnika oporu przykładowych pojazdów
| Cd    | Pojazd                                 |
| ----- | -------------------------------------- |
| 0,7   | autobus (przeciętnie)                  |
| 0,65  | Lotus Seven (1957)                     |
| 0,57  | Hummer H2 (2002)                       |
| 0,54  | Mercedes-Benz klasy G (terenowy; 1979) |
| 0,51  | Citroën 2CV (1938)                     |
| 0,48  | Volkswagen Garbus (1938)               |
| 0,47  | Fiat 126 (1972)                        |
| 0,42  | Fiat 125 (1966)                        |
| 0,36  | Citroën CX (1974)                      |
| 0,32  | Porsche 959 (1986) Volvo V50 (2004)    |
| 0,29  | FSM Beskid (1983)                      |
| 0,25  | Toyota Prius (1997)                    |
| 0,24  | Tesla Model S (2009)                   |
| 0,23  | Tesla Model 3 (2016)                   |
| 0,159 | Volkswagen L1 (2002)                   |
| 0,075 | „pac-car” (2002)                       |